# Engagement
Engagement (pronunciación en inglés: /ɛnˈgeɪd͡ʒmənt/) es un constructo psicológico que significa conexión afectiva, cognitiva y conductual y hace referencia a cuán activamente se encuentra involucrada una persona en una determinada actividad. De acuerdo con diversos autores se trata de un meta-constructo que incluye aspectos cognitivos, afectivo-emocionales y conductuales. Ha sido definido como un proceso interactivo y bidireccional que implica compromiso o involucramiento entre unos sujetos (ciudadanos, trabajadores, clientes, usuarios de redes sociales) y unas organizaciones (administración pública, empresa, plataforma digital).
El término es utilizado en los distintos ámbitos en los que los individuos participan, como son: el académico y escolar, el de la mercadotecnia,  las relaciones laborales y la cultura organizacional.

## Ámbito académico y escolar
En el ámbito académico y escolar el engagement ha sido definido como la inversión psicológica que realiza el estudiante con la finalidad de aprender, comprender, y dominar los conocimientos y habilidades que el trabajo académico pretende promover,  una persona que esta involucrada académicamente es aquella que:
- Se muestra entusiasmada y feliz a causa de sus expectativas de éxito en una tarea o actividad específica relacionada con el trabajo académico y escolar.
- Se muestra altamente satisfecha con el éxito obtenido en tareas y actividades vinculadas al trabajo académico y escolar porque ha sido obtenido como consecuencia directa del esfuerzo realizado.
- Demuestra atención y concentración al entrar en contacto con la información que se proporciona en las clases (educación presencial) o la plataforma de aprendizaje (educación en línea) y con los agentes educativos de su contexto escolar y académico.
- Planifica las tareas y procesos que le permiten aprender, y los supervisa, a la par que evalúa los resultados obtenidos (habilidades desarrolladas, aprendizajes logrados).
- Participa activamente en las actividades de aprendizaje para lograr la comprensión de conceptos, el desarrollo de habilidades y actitudes, así como el dominio de un determinado campo de conocimiento.
- Realiza actividades orientadas a adquirir y desarrollar conocimientos, habilidades y actitudes que van más allá de los requisitos mínimos de desempeño que le solicitan en el contexto escolar o académico.
- Salta los obstáculos que el entorno le impone para lograr el aprendizaje.

## Dimensiones y tipos de "engagement"
Existen tres tipos de engagement: el emocional, el cognitivo y el conductual. Otros autores, proponen dos tipos de engagement, el psicológico y el cognitivo. Mientras que Reeve (2012), plantea cuatro tipos: cognitivo, emocional, conductual y agentivo.
- La dimensión emocional del engagement, se refiere a las reacciones afectivas tanto positivas como negativas de los individuos respecto de una determinada actividad.[8]

- La dimensión cognitiva del engagement  se refiere a la medida en que los individuos piensan estratégicamente antes, durante y después del desempeño en alguna actividad.[9]

- La dimensión conductual del engagement hace referencia al esfuerzo y persistencia del individuo durante la iniciación y ejecución de una actividad.[3][10]

- La dimensión agentiva del engagement se refiere a las contribuciones intencionales, constructivas y proactivas que el individuo realiza en las actividades en las que participa.[11]

El engagement psicológico se refiere al sentido de pertenencia, e identificación que los individuos desarrollan en relación con una actividad o institución en particular.